# Idrosalpinge
L'idrosalpinge è una patologia infiammatoria che colpisce le tube di Falloppio (chiamate anche salpingi) ed è caratterizzata da accumulo di liquidi e ostruzione, con conseguente dilatazione e distensione delle tube.
Nella maggior parte dei casi l'idrosalpinge interessa una sola tuba, prendendo così il nome di idrosalpinge unilaterale; il coinvolgimento della tuba sinistra o destra è equiprobabile. Più raramente può interessare entrambe le tube, prendendo così il nome di idrosalpinge bilaterale.
Tale patologia tubarica può essere causa di infertilità nel caso in cui impedisca agli spermatozoi di raggiungere l'ovulo che, in seguito all'ovulazione, si ritrova all'interno dell'ampolla uterina In condizioni non patologiche, la fecondazione avviene nel terzo esterno della tuba.
Per quanto riguarda l'etimologia, la parola "idrosalpinge" deriva dalle parole greche ὕδωρ (hydro = acqua) e σάλπιγξ (salpinx = tuba).

## Cause
La causa principale dell'idrosalpinge è la malattia infiammatoria pelvica, solitamente derivata da una malattia a trasmissione sessuale, come clamidia o gonorrea. La mancanza di diagnosi o lo scarso trattamento di queste infezioni possono, nel tempo, portare a infiammazione cronica della tuba (salpingite). Ciò provoca il rilascio di mediatori proinfiammatori nella tuba e il conseguente accumulo di liquido all'interno della tuba.
Tuttavia, ci sono anche altre cause che possono portare all'idrosalpinge, quali:
1. Endometriosi, cioè crescita ectopica del tessuto endometriale al di fuori dell'utero (nelle tube, sulle ovaie o a livello del peritoneo);
2. Precedente chirurgia delle tube o di altri organi della cavità pelvica (ad esempio ricanalizzazione tubarica);
3. Effetto collaterale dopo inserimento di un dispositivo IUD;
4. Gravidanza ectopica precedente;
5. Tubercolosi tubarica;
6. Appendicite;
7. Appendice perforata;
8. Aderenze pelviche;

## Segni e sintomi
L'idrosalpinge spesso non provoca sintomi, sicché la donna può scoprire di esserne affetta nel corso di accertamenti volti a individuare la difficoltà di concepire.
Alle volte si avverte un certo disagio nella parte inferiore dell'addome (dolore pelvico). Il disagio può trasformarsi in dolore e diventare permanente, o accentuarsi in determinati momenti. Quando la gravità dell'idrosalpinge aumenta, possono insorgere malessere generale, febbre e perdite vaginali maleodoranti.
Impatto sulla fertilità
L'idrosalpinge influisce notevolmente sulla fertilità delle donne, in quanto con l'ostruzione delle tube di Falloppio la loro funzione è ostacolata: raccolta dell'ovulo, passaggio dello sperma e trasporto dell'ovulo (fecondato) verso l'utero. Può, inoltre, impedire alla blastocisti fecondata di spostarsi attraverso le tube fino all'utero, aumentando il rischio di una gravidanza extrauterina.
Per questi motivi, le donne con idrosalpinge devono spesso ricorrere alla fecondazione in vitro (FIV). Il liquido prodotto dall'idrosalpinge è inoltre tossico per gli embrioni. Ciò ha spesso un impatto negativo sul successo della fecondazione in vitro, poiché l'impianto dell'embrione nell'endometrio è ostacolato dal passaggio del fluido dalla tuba all'utero. In realtà, ci sono due tipi di idrosalpinge che hanno ripercussioni diverse sulla fertilità:
- idrosalpinge comunicante: questo tipo di idrosalpinge riduce notevolmente la fertilità, sia spontaneamente che attraverso tecniche di fecondazione in vitro, poiché nell'idrosalpinge comunicante il componente chimico alterato della tuba può rifluire nell'utero, alterandone la composizione.
- idrosalpinge non comunicante: in questo tipo di patologia, la fertilità spontanea diminuisce, ma in vitro non diminuisce tanto quanto nel caso precedente, poiché nell'idrosalpinge non comunicante il liquido non può raggiungere l'utero a causa del reflusso.

## Diagnosi
L'idrosalpinge può essere diagnosticato attraverso:
- Ultrasuoni vaginali: questa procedura consente la diagnosi di idrosalpinge di grandi dimensioni, osservando il fluido accumulato all'interno della tuba.
- Isterosalpingografia o isterosalpingografia: questi test vengono generalmente eseguiti nel contesto dello studio di sterilità e consistono nell'iniezione vaginale di un mezzo di contrasto, che passa attraverso la tuba nella cavità addominale. Se la tuba è ostruita, il contrasto si accumulerà nella tuba e ciò permetterà di visualizzare l'idrosalpinge, mediante tecniche a raggi X (isterosalpingografia) o mediante ultrasuoni (isterosalpingografia).
- Laparoscopia: visualizzazione diretta delle tube in sala operatoria. Quando viene eseguita la laparoscopia, il chirurgo può rilevare la distensione tubarica, identificare l'occlusione e trovare aderenze associate che colpiscono gli organi pelvici. La laparoscopia consente non soltanto la diagnosi di idrosalpinge, ma anche il suo intervento.

## Trattamento
I due metodi che sono generalmente raccomandati per il trattamento dell'idrosalpinge sono: la cauterizzazione della tuba (bruciare la tuba interessata, lasciandola sigillata per evitare che il liquido accumulato raggiunga l'utero) e la salpingectomia (rimozione chirurgica di una delle tube).
Se l'idrosalpinge è molto grave, può avere un effetto negativo sul tasso di gravidanza nel ciclo di fecondazione in vitro. Le sostanze infiammatorie che contiene rendono difficile l'impianto dell'embrione, quindi occlusione tubarica o rimozione della tuba (salpingectomia) prima di raccomandare il ciclo di riproduzione assistita.
Metodi da applicare in precedenza alla fecondazione in vitro nelle donne con idrosalpinge
1. Occlusione tubarica: consiste nell'ostruzione di entrambe le tube. Si baserà sulla realizzazione di una piccola incisione chirurgica, che può essere eseguita attraverso l'ombelico o a livello della linea sottile pubica per tagliare e legare le tube di Falloppio. Ciò impedirà al fluido di passare attraverso la tuba nell'utero.
2. Salpingectomia: si riferisce alla rimozione chirurgica di una tuba di Falloppio. È una semplice operazione che viene eseguita attraverso una piccola incisione nell'addome inferiore e senza necessità di ricovero, anche se il paziente deve riposare per 24 ore e seguire una dieta speciale nei giorni seguenti.

## Prevenzione
Poiché la malattia infiammatoria pelvica è la causa principale dell'idrosalpinge, si potrebbe proporre un'attenzione particolare nel prevenire malattie sessualmente trasmissibili. Allo stesso modo, un adeguato trattamento antibiotico di un'infezione pelvica può essere un metodo adatto per ridurre l'incidenza dell'idrosalpinge.